# Rode hooiwagen
De rode hooiwagen (Opilio canestrinii) is een hooiwagen die relatief nieuw is in Centraal-, Noord- en West-Europa. Het dier lijkt enigszins op de muurhooiwagen (Opilio parietinus) en wordt daar vaak mee verward, mede omdat het deze in veel gebieden al vrijwel geheel heeft verdrongen en mensen die een 'muurhooiwagen' denken te herkennen tegenwoordig dus vaak eigenlijk de rode hooiwagen zien.

## Opmars
De rode hooiwagen komt oorspronkelijk voor op het Apennijns Schiereiland, maar is sinds de laatste decennia van de twintigste eeuw bezig met een flinke opmars naar het noorden. In 1986 werden de eerste exemplaren al in Denemarken gesignaleerd. De eerste meldingen voor Nederland zijn uit 1993 en in 1999 was ook de sprong naar Groot-Brittannië gemaakt.
Deze opmars blijkt gelijk op te gaan met het (sterk) verminderd aantreffen van de van oudsher inheemse muurhooiwagen (Opilio parietinus) en Opilio saxatilis. Effectief lijkt O. canestrinii deze soorten dus te verdringen.
De rasse verspreiding zal enerzijds geholpen worden omdat het dier een cultuurvolger is en gemakkelijk met menselijke bezittingen meegetransporteerd wordt, anderzijds omdat eitjes in de grond van commercieel vervoerde gewassen (of volwassen dieren in de plant zelf) ook makkelijk mee op reis gaan.

## Herkennen
Mede omdat de kleur van de verschillende opiliones kan worden beïnvloed door (het licht in) de omgeving waarin zij opgroeien is het uit elkaar houden van de verschillende soorten niet eenvoudig. Verwarring hierbij is niet alleen aan leken voorbehouden: In een publicatie uit 1984 gaat J. Gruber ervan uit dat dieren in Duitsland die in 1978 door J. Martens als Opilio ravennae (Spoek, 1962) werden geduid, gezien moeten worden als Opilio canestrinii en/of Opilio transversalis (Roewer, 1956). Velen zien tegenwoordig O. ravennae als synoniem voor O. canestrinii.
- Volgens Gruber is O. canestrinii te onderscheiden van O. parietinus en O. saxatilis door twee duidelijke richels op het mannelijke geslachtsorgaan.
- Verder mist O. canestrinii de kleine, stevige dorsale en ventrale knobbels op het femur-segment van de palpen.
- Hoewel de kleur maar beperkt geldig is voor determinatie is het lijfje van O. canestrinii vaak wat rossig met een scherp contrast tussen het wat lichtere lijfje en vaak zeer donkere, bijna zwarte poten.

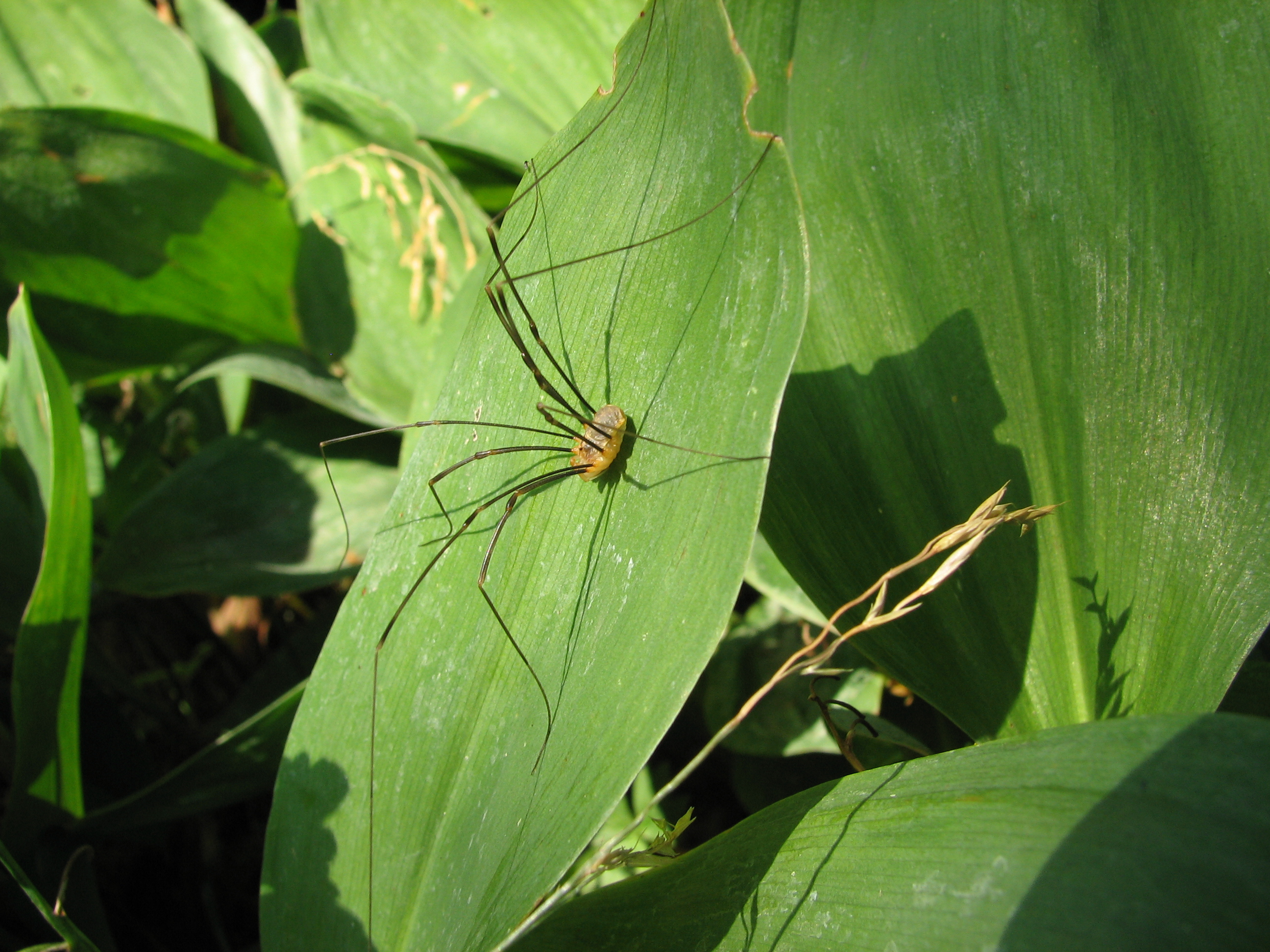
Mannetje
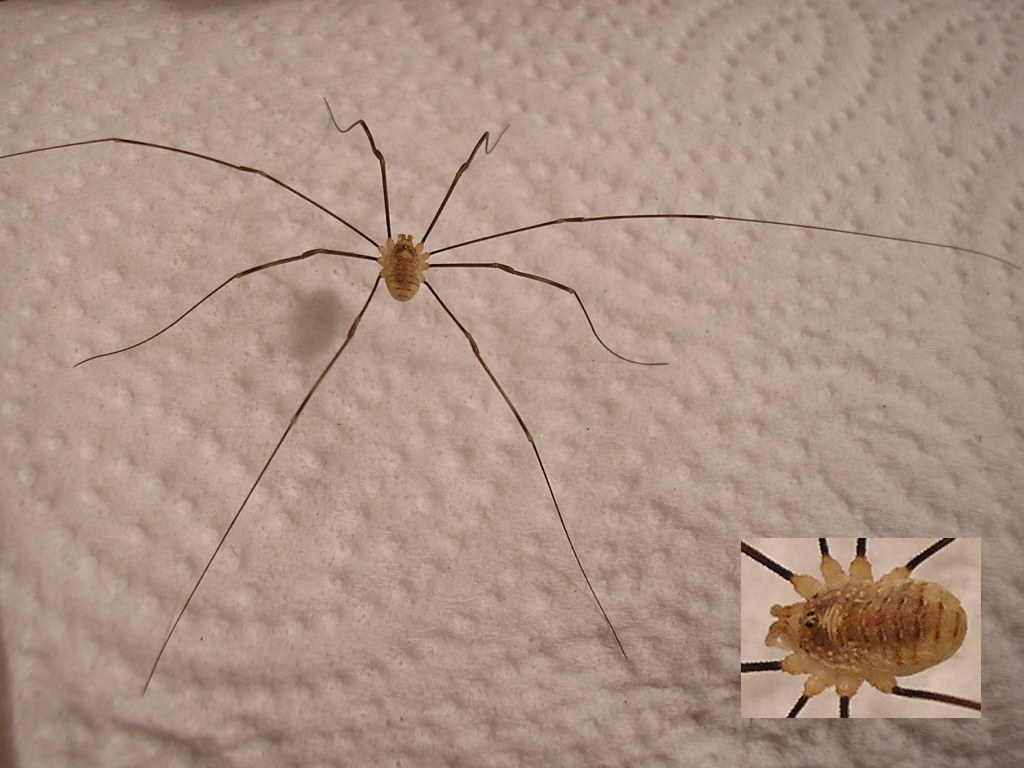